# یوکاری کینکا
یوکاری کینکا (انگلیسی: Yukari Kinga؛ زادهٔ ۲ مهٔ ۱۹۸۴) بازیکن فوتبال است که در تیم ملی فوتبال زنان ژاپن بازی کرده‌است.